# Феррадини, Антонио

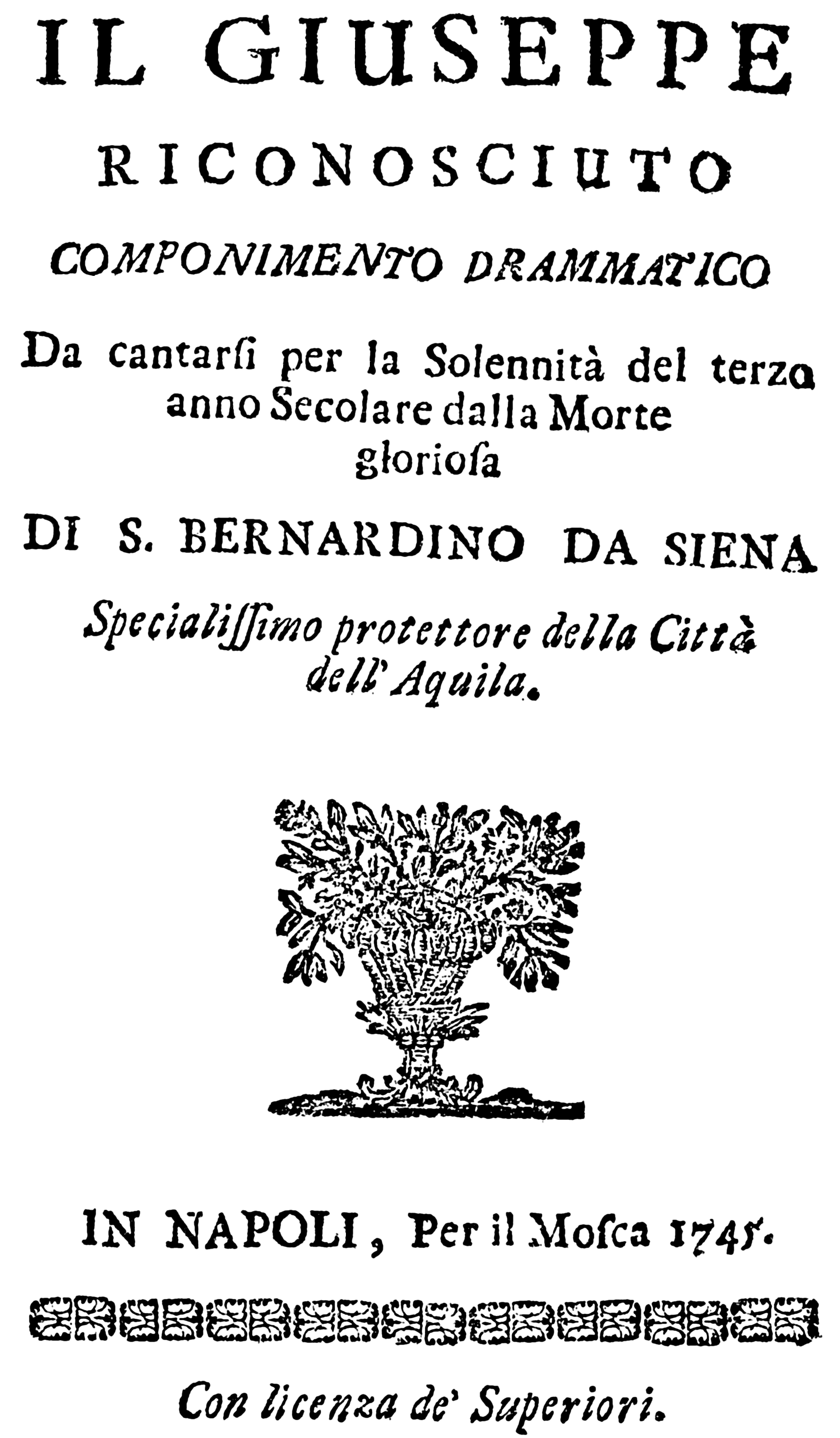

Антонио Феррадини (итал. Antonio Ferradini; около 1718, Неаполь – 1779, Прага, Австрийская империя) – итальянский композитор.

## Биография
О жизни Феррадини известно немного. Своё первое музыкальное сочинение написал в 1739 году, которое до сих пор остается неизвестным. Через несколько лет последовала Оратория "Il Giuseppe riconosciuto", представленная в его родном городе в 1745 году. 
С 1751 года Феррадини путешествовал по северной Италии и Испании, чтобы представлять публике свои произведения: во время тура останавливался в  Луго, Форли, Мадриде, Флоренции, Реджо-нель-Эмилия, Милане, Лукке и Парме. 
В Парме в 1757 году он встретил Карло Гольдони, для которого написал либретто "Il festino" . После этого окончательно уехал в Прагу, где полностью посвятил себя сочинению духовной музыки.
Написал «Stabat Mater», впервые исполненный в 1780 году и изданный в Праге в 1781 году под заглавием «Compatimento pietoso de’figli al duolo della madre ai pie della croce d’un Dio morente, ne sospiri della Chiesa sposa piangente Stabat Mater».

## Музыкальные сочинения
Известны 10 крупных работ Феррадини.
- La finta frascatana (музыкальная комедия, 1750, Неаполь)
- Emelinda (музыкальная драма, 1751, Луго)
- Artaserse (музыкальная драма, либретто П. Метастазио , 1752)
- L'opera in prova (драма, 1752)
- Il festino (драма, либретто Карло Гольдони, 1757, Парма)
- Il Solimano (музыкальная драма, 1757, Флоренция)
- L'Antigono (музыкальная драма, либретто Метастазио, 1758)
- Demofoonte (музыкальная драма, либретто Метастазио, 1758, Милан)
- Recimero, re de' goti (музыкальная драма, 1758, Парма)
- Didone abbandonata (музыкальная драма, либретто Метастазио, 1760, Лука)

Духовная музыка
- Giuseppe riconosciuto (оратория, либретто Метастазио, 1745, Неаполь)
- Месса для 4 голосов (1775, Прага)
- Stabat mater per voci soliste e orchestra
- Gaude fideles turba per tenore e orchestra
- Gaudate alatea mente per contralto e orchestra
- Dextera Domini per 4 voci (1776, Praga)

Другие композиции
- 2 увертюры (1755 и 1758)
- Симфония
- квартет для 3-х скрипок и виолончели
- Ночная серенада для 2-х флейт и баса
- 6 сонат для клавесина
- 12 дуэтов (1769)
- 3 дуэта для 2 сопрано
- Мадригалы для 2-х сопрано и континуо